# مسجد سيدي معاوية
مسجد سيدي معاوية هو مسجد قديم من مساجد مدينة تونس، لم يعُد موجودا، وقد كان يقع شمال المدينة.

## الموقع
كان يقع بنهج المنستيري.

## التّسمية
استمدّ المسجد تسميته من اسم الولي الصّالح سيدي معاوية، وهو أصيل الوطن القبلي.

## التّاريخ
كان يوجد وقف لهذا المسجد لقراءة الأحاديث النّبويّة إلى اليوم الرّابع عشر من رمضان. لم يعد المسجد موجودا، أصبح منزلا (ملكا خاصّا).